# کوه هونیتا

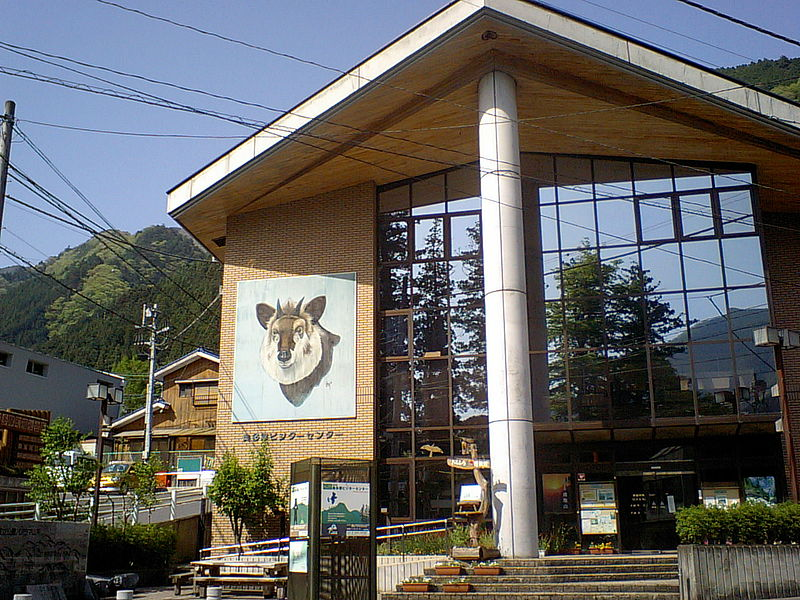
مرکز اطلاعات اوکوتاما

کوه هونیتا (به ژاپنی: 本仁田山) یکی از کوه‌های منطقه تامای توکیو در ژاپن است. این کوه ۱۲۲۴ متر ارتفاع دارد. کوه هونیتا یکی از کوه‌های اوکوتاما محسوب می‌شود. بسیاری از کوهنوردان همزمان این کوه و کوه کاوانوری را در یک روز طی می‌کنند. مرکز اطلاعات اوکوتاما در نزدیکی ایستگاه اوکوتاما در ابتدای مسیر واقع شده‌است و کوهنوردان می‌توانند اطلاعات تازه راجع به مسیرهای کوهنوردی در این منطقه را از این مرکز به دست بیاورند.

## دسترسی به کوه
ابتدا باید با استفاده از قطارهای جی‌آر، به آخرین ایستگاه خط اومه، ایستگاه اوکوتاما رسید. نقطه آغاز راهپیمایی شمال این ایستگاه و نزدیک به آن قرار دارد. ابتدا باید از خیابان سمت راست ایستگاه در طی خیابان پیش رفت تا به پل کیتاهیکاوا که بر روی رودخانهٔ نیپورا کشیده شده‌است، رسید، در این مکان تابلوی راهنمای کوه نصب شده‌است. انتهای این مسیر به ایستگاه قطار هاتونوسو که یکی از ایستگاه‌های خط اومه است، ختم می‌شود. ایستگاه هاتونوسو در نزدیکی رود تاما قرار گرفته‌است. مناظر این رود در حوالی این منطقه بسیار زیباست و یکی از جاذبه‌های گردشگری منطقه محسوب می‌شود. طول این مسیر ۸ و نیم کیلومتر است و پیمودن آن به‌طور متوسط در حدود ۵ ساعت و نیم طول می‌کشد.

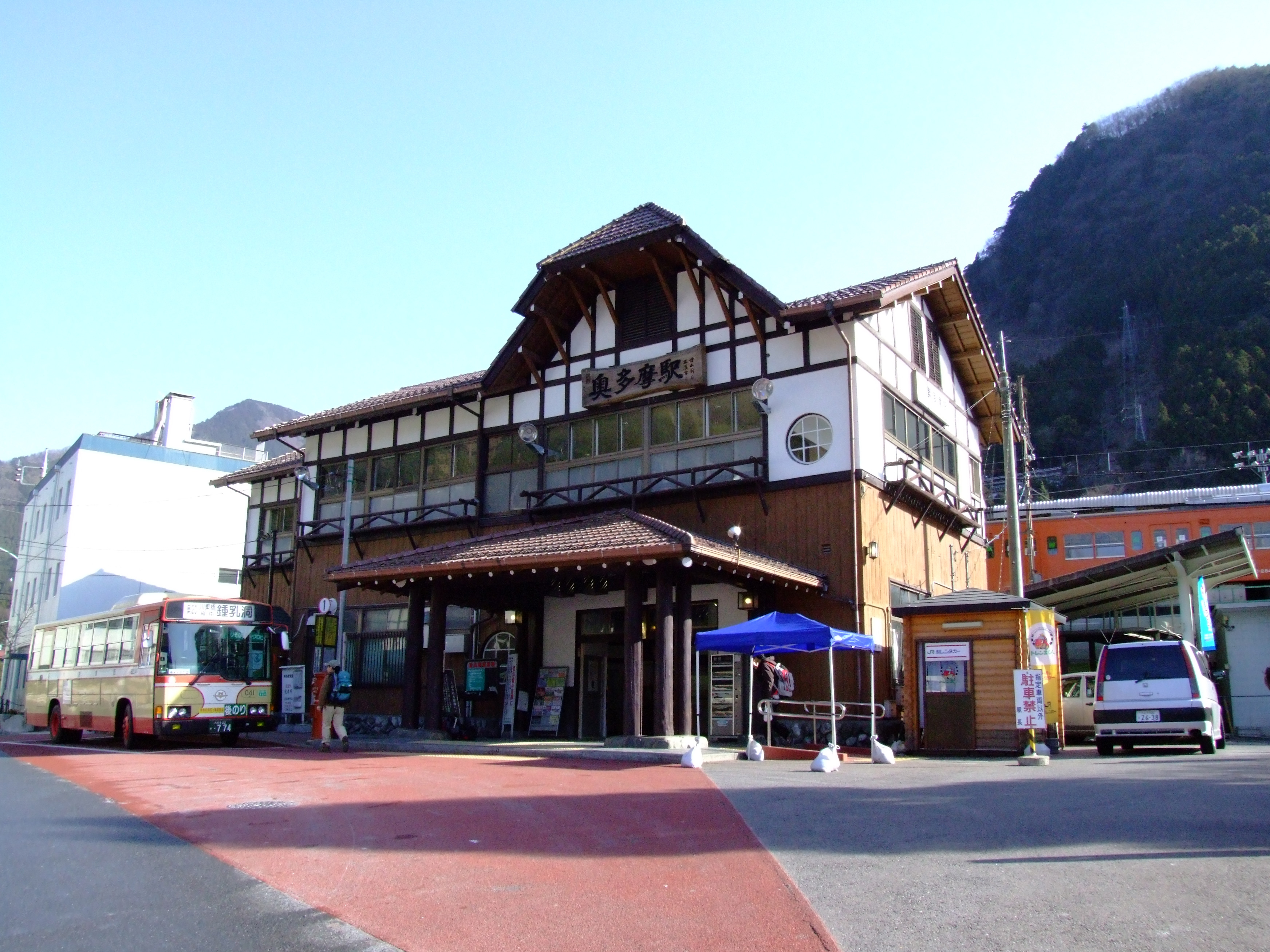
ایستگاه قطار اوکوتاما
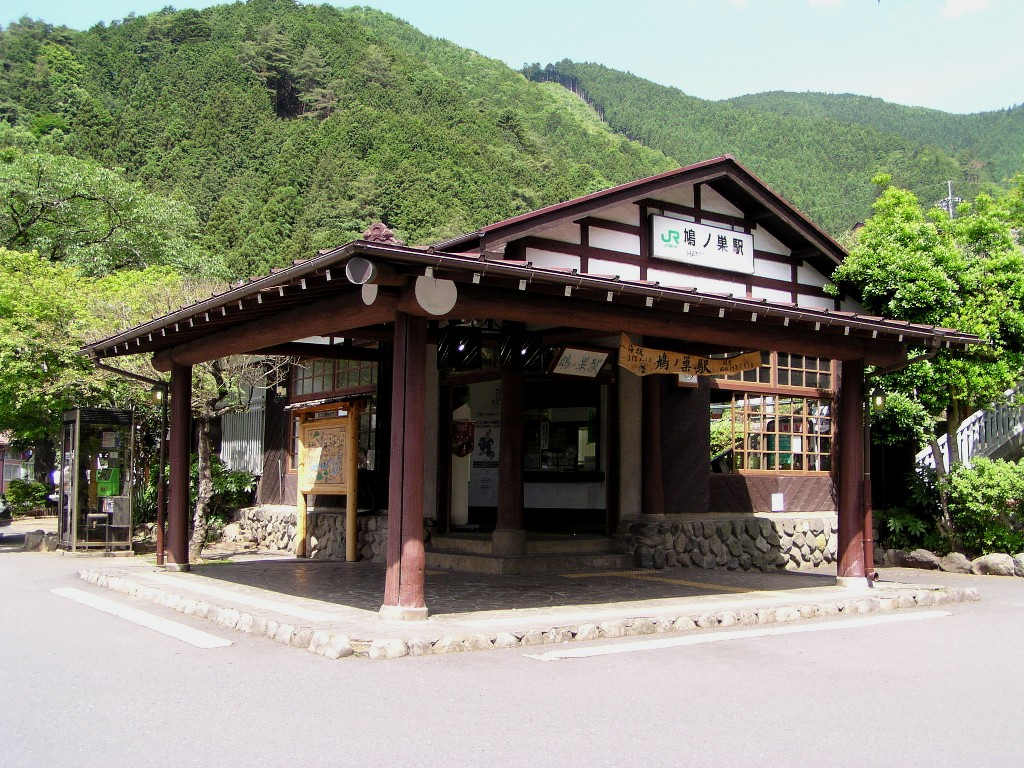
ایستگاه قطار هاتونوسو